# Santiago (Cap-Vert)
Pour les articles homonymes, voir Santiago (homonymie).
Santiago (ou Santiágu en créole du Cap-Vert) est la plus grande des îles (991 km2) du Cap-Vert.
Elle est située dans le groupe des îles de Sotavento entre les îles Maio et Fogo.
C'est le centre économique du pays. Avec 273 919 habitants en 2010, Santiago accueille plus de la moitié (55,7 %) de la population du pays dont la capitale Praia qui compte à elle seule près de 132 000 habitants. On y trouve l'un des quatre aéroports internationaux du Cap-Vert. Sa principale ressource économique est l'agriculture avec notamment la culture du maïs, de la canne à sucre, de la banane, de la mangue et du café.

## Histoire

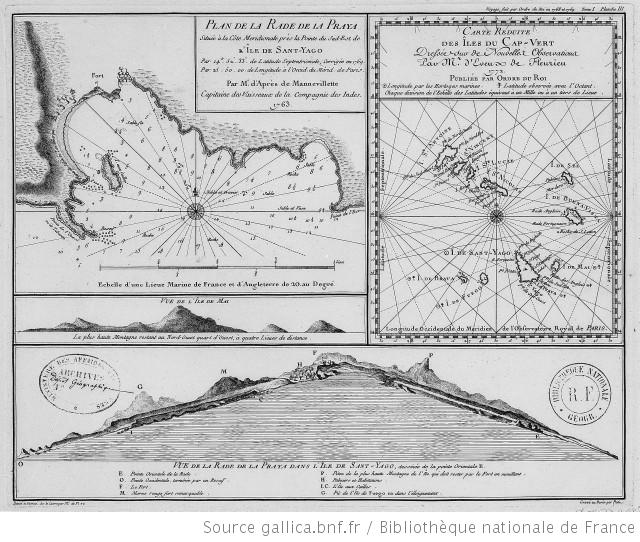
Praia et l'île de Santiago (1772)

Historiquement, l'île fut découverte par le navigateur António da Noli en 1460 qui fonda en 1462 l'ancienne capitale, Ribeira Grande, connue aujourd'hui sous le nom de Cidade Velha.
Avant l'essor de la traite esclavagiste transatlantique, les Portugais importent de plus en plus d'esclaves africains, issus majoritairement des littoraux mauritaniens et sénégambiens, alors que les formes médiévales de l'esclavage européen perdent de l'importance. Entre  1440 et 1640,  de 350 000 à 400 000 Africains sont ainsi introduits sur le territoire de la péninsule ibérique. Dès 1466, Santiago devient un comptoir de traite, c'est-à-dire un lieu où sont concentrés des esclaves avant d'être acheminés sur les marchés de Séville et de Valence. Cette traite à destination du continent européen se poursuit jusqu'au milieu du XVIe siècle.  
Parallèlement à cela, un premier trafic triangulaire entre l'Afrique, l'Europe et les Amériques voit le jour entre 1505 et 1525 ; là encore, Santiago est un des comptoirs utilisés par les négriers pour regrouper les esclaves vendus dans les Caraïbes et au Brésil. 

L'île est attaquée à de nombreuses reprises entre 1578 et 1585. Ainsi, Francis Drake pille sa capitale. Jacques Cassard fait de même en 1712.
Au XVIIIe – XIXe siècle, elle connait d’importantes sécheresses qui détruisent son cheptel et provoquent de grandes famines. En 1841, ont lieu des révoltes paysannes contre le coût des loyers et les autorités portugaises de Lisbonne envoient des troupes pour les réprimer.

## Géographie
Santiago est la plus grande île du Cap-Vert, avec une superficie de 991 kilomètres carrés. 
Elle mesure 54,9 km de long et 28,8 km de large.
L'île est montagneuse, bien que légèrement plus plate au sud-est. L'intérieur et la côte est ont un climat tropical chaud et boisé de façon saisonnière et quelque peu sporadique, tandis que le sud et le sud-ouest occupent l'ombre pluvieuse aride des hautes terres centrales.
Le plus haut sommet de Santiago est le Pico da Antónia, d'une altitude de 1 392 m  juste à l'ouest de Picos, au centre de l'île. 
Le deuxième sommet est le Serra Malagueta entre Assomada et Tarrafal au nord. 
D'autres chaînes de montagnes sont Órgãos dans la municipalité de São Lourenço dos Órgãos et Monte das Vacas près de Praia.
La côte ouest de Santiago est accidentée, notamment à Baía do Inferno, et moins peuplée que les côtes est et sud. Les rivières les plus importantes sont la Ribeira Seca, la Ribeira Grande de Santiago, la Ribeira Principal et la Ribeira da Trindade. 
Le point le plus méridional est Ponta Temerosa et le point le septentrional est Ponta Moreia.
Santiago a la flore et la faune les plus diversifiées de tout le Cap-Vert : elle compte 1 915 espèces terrestres identifiées, dont 289 sont endémiques. 
C'est aussi l'île la plus boisée du Cap-Vert : 38 % de sa superficie est constituée de forêts. 
Les seules zones protégées de l'île sont les parcs naturels de la Serra do Pico de Antónia et de la Serra Malagueta, couvrant 3,68 % de l'île,.
Les espèces endémiques de flore et de faune menacées d'extinction à Santiago sont, entre-autres, les plantes Campanula bravensis, Campylanthus glaber, Conyza feae, Conyza pannosa, Diplotaxis varia, Echium hypertropicum, Limonium lobinii, Micromeria forbesii, Sonchus daltonii er Umbilicus schmidtii, ainsi que les animaux Chioninia vaillantii et Tarentola rudis.

## Transport

### Transport aérien
Santiago est desservie par l'aéroport international de Praia. 
C'est le deuxième aéroport le plus fréquenté du Cap-Vert, après l'aéroport international Amílcar Cabral de Sal, avec 662 356 passagers en 2017.

### Transport routier
Santiago est traversé par un réseau dense de routes nationales de classe 1 (EN1) et 3 (EN3):
| Routes nationales de Santiago     |                                                                                     |
| Numéro                            | Parcours                                                                            |
| EN1-ST01                          | Praia - São Domingos - João Teves - Assomada - Tarrafal                             |
| EN1-ST02                          | Ribeirão Chiqueiro - Pedra Badejo - Calheta de São Miguel - Achada Monte - Tarrafal |
| EN1-ST03                          | João Teves - Achada Fazenda                                                         |
| EN1-ST04                          | Boa Entrada - Calheta de São Miguel                                                 |
| EN1-ST05                          | Ouest Praia - São Martinho Grande - Cidade Velha                                    |
| EN1-ST06                          | Praia Ouest - Nord Praia - Aéroport international de Praia - Port de Praia          |
| EN3-ST01                          | Praia Nord - Vale da Custa                                                          |
| EN3-ST02                          | Praia Nord-Ouest - Hospital Trindade                                                |
| EN3-ST03                          | Praia Nord-Ouest - João Varela - EN3-ST07                                           |
| EN3-ST04                          | São Martinho Pequeno - São Martinho Grande                                          |
| EN3-ST05                          | Cidade Velha - Porto Gouveia - Porto Mosquito                                       |
| EN3-ST06                          | Cidade Velha - Santa Ana                                                            |
| EN3-ST07                          | EN3-ST06 - Rui Vaz                                                                  |
| EN3-ST08                          | Porto Gouveia - Belém - Pico Leão                                                   |
| EN3-ST09                          | São Domingos - Rui Vaz - Monte Tchota                                               |
| EN3-ST10                          | São Domingos - Água de Gato                                                         |
| EN3-ST11                          | EN1-ST01 - Achada Banana - Barrage de Poilão                                        |
| EN3-ST12                          | João Teves - Longueira                                                              |
| EN3-ST13                          | João Teves - Montanha - EN1-ST03                                                    |
| EN3-ST14                          | Milho Branco - Praia Baixo                                                          |
| EN3-ST15                          | EN1-ST02 - Porto Madeira                                                            |
| EN3-ST16                          | Milho Branco - Moia Moia                                                            |
| EN3-ST17                          | Picos - Jalalo Ramos                                                                |
| EN3-ST18                          | Fundura - Ribeira da Barca                                                          |
| EN3-ST19                          | Assomada - Boa Entradinha                                                           |
| EN3-ST20                          | Cruz Grande - Saltos Acima - Achada Lage                                            |
| EN3-ST21                          | Assomada - João Bernardo (- Porto Mosquito)                                         |
| EN3-ST22                          | Assomada - Porto Rincão                                                             |
| EN3-ST23                          | Cruz Grande - Tomba Touro                                                           |
| EN3-ST24                          | EN1-ST02 - Pilão Cão                                                                |
| EN3-ST25                          | EN1-ST02 - Hortelão                                                                 |
| EN3-ST26                          | Chão Bom - Ribeira da Prata - Fundura                                               |
| EN3-ST27                          | Trás os Montes - Chão de Junco                                                      |
| EN3-ST28                          | Trás os Montes - Ponta Furna                                                        |
| EN3-ST29                          | EN1-ST02 - Chão de Junco                                                            |
| Sources : , et Routes au Cap-Vert |                                                                                     |

### Transport maritime
Le port principal de Santiago est le port de Praia, à Praia. C'est le deuxième port le plus fréquenté du Cap-Vert, après la baie de Porto Grande à São Vicente, avec 817 845 tonnes de marchandises et 85 518 passagers traités en 2017.
Il existe des liaisons par traversier depuis le port de Praia vers les îles de Brava, Fogo, São Nicolau, São Vicente, Maio, Boa Vista et Sal.
Il existe plusieurs petits ports de pêche le long de la côte, notamment Tarrafal, Cidade Velha, Pedra Badejo et Calheta de São Miguel.

## Population
Depuis 1940, l'évolution démographique de Santiago a été :
| 1940   | 1950   | 1960   | 1970    | 1980    | 1990    |
| ------ | ------ | ------ | ------- | ------- | ------- |
| 77 382 | 59 397 | 88 587 | 128 782 | 145 957 | 175 691 |

| 2000    | 2010    | 2015    | - | - | - |
| ------- | ------- | ------- | - | - | - |
| 236 352 | 273 919 | 294 135 | - | - | - |

| Histogramme de l'évolution démographique de Santiago |         |
| \| 1940 \| 77 382 \| \| 1950 \| 59 397 \| \| 1960 \| 88 587 \| \| 1970 \| 128 782 \| \| 1980 \| 145 957 \| \| 1990 \| 175 691 \| \| 2000 \| 236 352 \| \| 2010 \| 273 919 \| \| 2015 \| 294 135 \| |         |
| 1940 | 77 382  |
| 1950 | 59 397  |
| 1960 | 88 587  |
| 1970 | 128 782 |
| 1980 | 145 957 |
| 1990 | 175 691 |
| 2000 | 236 352 |
| 2010 | 273 919 |
| 2015 | 294 135 |

## Administration
L'île est divisée en neuf municipalités (concelhos) :
| Municipalité               | Siège                 | Freguesia                |
| -------------------------- | --------------------- | ------------------------ |
| Praia                      | Praia                 | Nossa Senhora da Graça   |
| São Domingos               | São Domingos          | Nossa Senhora da Luz     |
| São Domingos               | São Domingos          | São Nicolau Tolentino    |
| Santa Catarina             | Assomada              | Santa Catarina           |
| São Salvador do Mundo      | Picos                 | São Salvador do Mundo    |
| Santa Cruz                 | Pedra Badejo          | Santiago Maior           |
| São Lourenço dos Órgãos    | João Teves            | São Lourenço dos Órgãos  |
| Ribeira Grande de Santiago | Cidade Velha          | Santíssimo Nome de Jesus |
| Ribeira Grande de Santiago | Cidade Velha          | São João Baptista        |
| São Miguel                 | Calheta de São Miguel | São Miguel Arcanjo       |
| Tarrafal                   | Tarrafal              | Santo Amaro Abade        |

### Autres villages et lieux
- Achada Baleia
- Achada Banana
- Achada Fazenda
- Achada Monte
- Achada Tenda
- Água do Gato
- Boa Entrada
- Calheta de São Miguel
- Cancelo
- Chão Bom
- Cidade Velha
- Figueira das Naus
- João Varela
- Mangue de Setes Ribeiras
- Principal
- Pedra Badejo
- Picos
- Porto Gouveia
- Porto Mosquito
- Porto Rincão
- Praia Baixo
- Principal
- Ribeira da Barca
- Ribeira da Prata
- Rui Vaz
- Santa Ana
- São Domingos
- São Francisco
- São Jorge dos Órgãos
- Trás os Montes

## Religion
Santiago est le siège d'un évêché catholique créé le 31 janvier 1533.